# X-Posed
X-Posed – pierwszy solowy album The R.O.C. członka House of Krazees, wydany w 1996 roku, tylko na kasecie.
Na albumie gościnnie udzielili się HOK, Mr. Bones, R.A.G.Z. oraz kilku innych mniej znanych raperów z Detroit, natomiast produkcją w całości zajął się The R.O.C.
Wydanie "X-Posed" poprzedzał sampler promujący, na którym nie znajdowała się żadna tracklista.

## Lista utworów
| #  | Tytuł                |
| -- | -------------------- |
| 1  | "The Key"            |
| 2  | "They Want To Do Me" |
| 3  | "Pain In The Chamba" |
| 4  | "Summer In My Mind"  |
| 5  | "E.S.T.D."           |
| 6  | "Wus The Deal"       |
| 7  | "Outrage"            |
| 8  | "Im Tellin'"         |
| 9  | "Thought Chain"      |
| 10 | "Bad Man"            |
| 11 | "Not Like This"      |
| 12 | "Intro To My Click"  |
| 13 | "The Connection"     |
| 14 | "X-Posure"           |